# Войда, Казимир

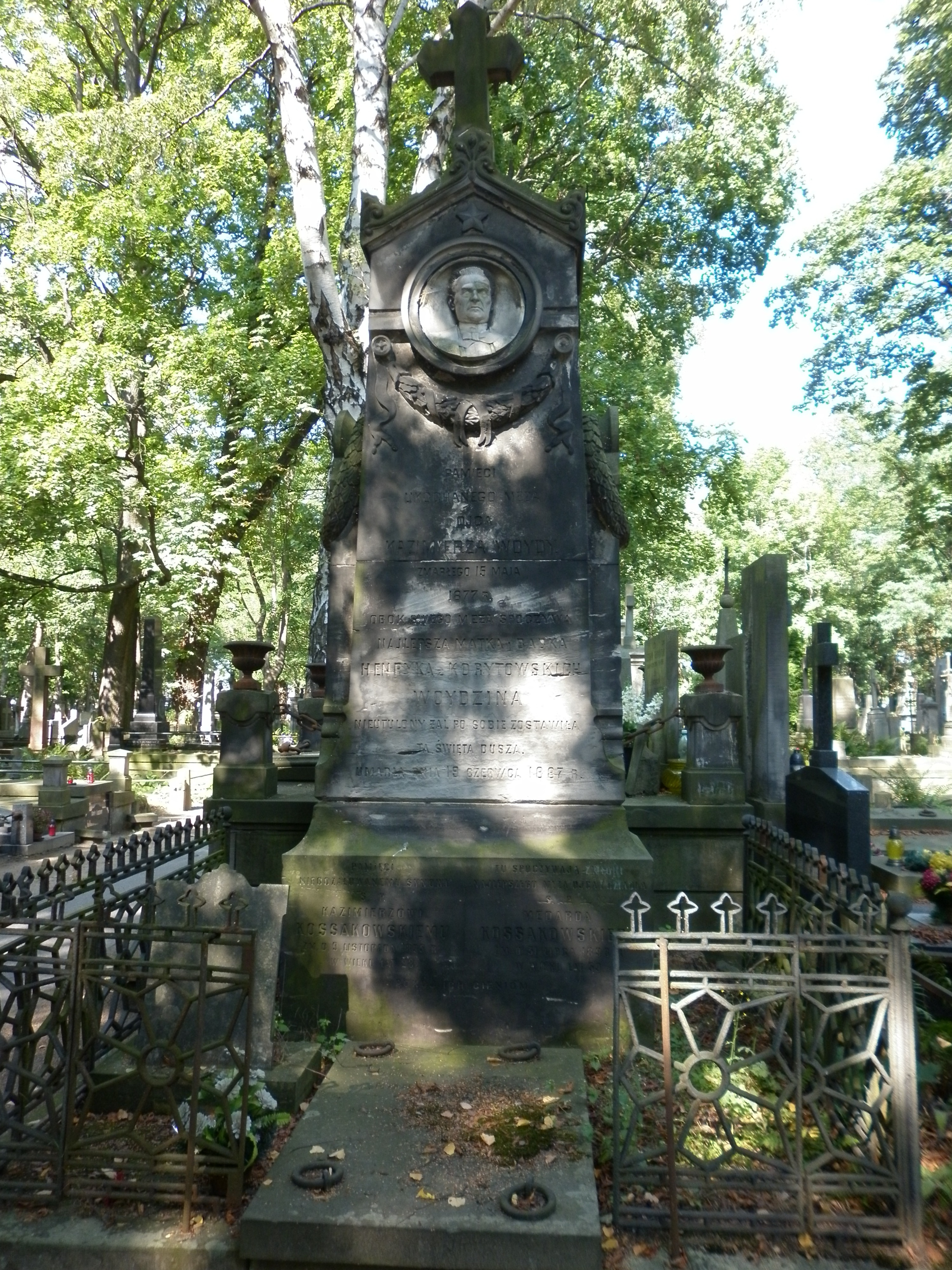
Могила К. Войды на кладбище Старые Повонзки в Варшаве

Казимир Карлович Войда или Казимеж Кароль Ян Войда (пол. Kazimierz Karol Jan Woyda; 2 июля 1810, Варшава — 15 мая 1877, там же) — польский государственный деятель, президент Варшавы.

## Биография
Польский аристократ герба Мечослав. Граф. Сын Кароля Фредерика Войды, государственного деятеля, действительного статского советника, президента Варшавы.
Воспитывался в Варшавском лицее.
Президент (городской голова) Варшавы с февраля 1862 года по 15 августа 1862 года. При вступлении в должность президента столицы представил план развития города. Выступал за развитие самоуправления городской общины, строительство городских коммуникаций. Создал варшавское строительное общество, призванное сооружать дома для рабочих.